# Санта Мария дел Молизе
Санта Марѝя дел Молѝзе (на италиански: Santa Maria del Molise) е село и община в Централна Италия, провинция Изерния, регион Молизе. Разположено е на 587 m надморска височина. Населението на общината е 660 души (към 2010 г.).